# Boonesborough
Boonesborough fu un insediamento situato nel Kentucky creato dal pioniere Daniel Boone con la sua famiglia ed un gruppo di coloni sulle rive del fiume omonimo dello stato. Il nome stesso dell'insediamento viene dal cognome del fondatore.
Nonostante tutti i successi e le missioni, il forte venne abbandonato dai coloni nel 1778 a causa dei continui attacchi da parte dei nativi americani.
Oggi dove nasceva il forte vi è il Fort Boonesborough State Park, museo monumentale che ricorda tutte le gesta e le avventure che vi furono nel forte durante il periodo di colonizzazione.